# Biagio Pelacani da Parma
Biagio Pelacani da Parma (* um 1347; † 1416), auch Blasius von Parma genannt, war ein italienischer Mathematiker, Naturforscher und Philosoph. 

## Leben und Werk
Biagio lehrte in Paris, Bologna, Florenz und in Padua. Er vertrat Positionen, die sich deutlich von scholastischen Positionen absetzten. So hielt er die Existenz Gottes für unbeweisbar und erklärte den Unterschied zwischen den Religionen durch klimatische und astronomische Differenzen, ohne einer von ihnen eine Überlegenheit zuzugestehen. Die Seele betrachtete er als sterblich und deutete sie materialistisch: „Man kann nicht evident beweisen, dass im Menschen eine Seele ist, die sich vom Stoff trennen lässt.“ Die Sterblichkeit der Seele muss seiner Meinung nach nicht zu einer Schwächung der Moral führen.

## Werke
- Biagio Pelacani da Parma, Le Quaestiones de anima, Firenze, Olschki, 1974.
- Blaise de Parme, Questiones super tractatus logice magistri Petri Hispani, Paris, Vrin, 2001.
- Blaise de Parme, Quaestiones circa tractatum proportionum magistri Thome Braduardini, Paris, Vrin, 2006.
- Blaise de Parme, Questiones super perspectiva communi, Paris, Vrin, 2009.

## Sekundärliteratur
- Kurt Flasch: Ein Freigeist um 1400. In: Das philosophische Denken im Mittelalter. Stuttgart 1986, ISBN 3-15-008342-7.

| Personendaten    | Personendaten                                           |
| ---------------- | ------------------------------------------------------- |
| NAME             | Parma, Biagio Pelacani da                               |
| ALTERNATIVNAMEN  | Parma, Blasius von                                      |
| KURZBESCHREIBUNG | italienischer Mathematiker, Naturforscher und Philosoph |
| GEBURTSDATUM     | um 1347                                                 |
| STERBEDATUM      | 1416                                                    |